# أيت بوعدو
أيت بوعدو إحدى بلديات دائرة واضية التابعة لولاية تيزي وزو شمال الجزائر.

## مواضيع ذات صلة
- بلديات ولاية تيزي وزو
- دوائر ولاية تيزي وزو